# Obsjtina Vetrino
Obsjtina Vetrino (bulgariska: Община Ветрино) är en kommun i Bulgarien.   Den ligger i regionen Oblast Varna, i den östra delen av landet, 300 km öster om huvudstaden Sofia.
Obsjtina Vetrino delas in i:
- Belogradets
- Dobroplodno
- Mlada gvardija
- Momtjilovo
- Nevsja
- Neofit Rilski
- Jagnilo

Följande samhällen finns i Obsjtina Vetrino:
- Vetrino

Trakten runt Obsjtina Vetrino består till största delen av jordbruksmark. Runt Obsjtina Vetrino är det ganska tätbefolkat, med 52 invånare per kvadratkilometer.